# 코트 마샬

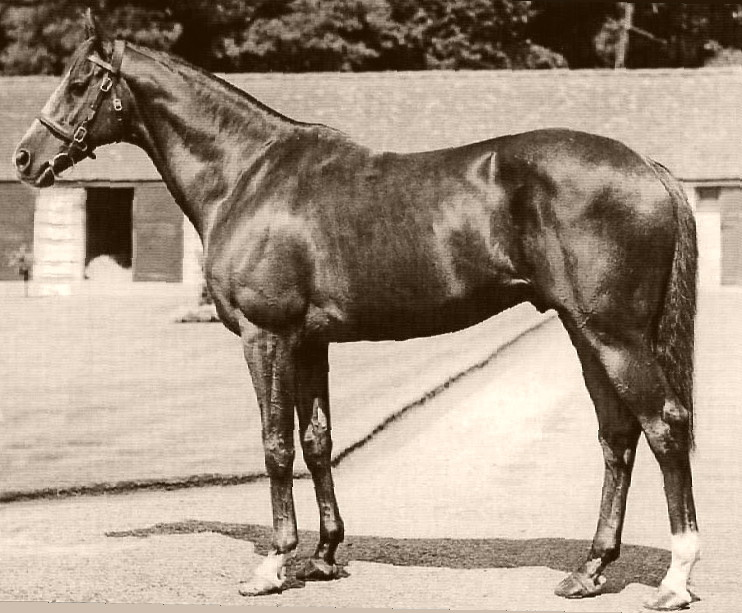
코트 마샬

영어권의 동음이의어로 아래 설명하는 두가지의 의미가 있다.

## 영국의 종마
코트 마샬(영어: Court Martial, 1942년 ~ 1974년)은 영국의 경주마 및 종마이다. 1945년 2000 뉴기니아에서는 그해 더비 말 단테 와 나스루라 의 조카 종마로 성공하는 로얄 차저를 이겼다. 또한 종마로 1956년과 1957년 2년 연속 선두 이사야 조치되었다.

## 군사재판(구/통칭 군법회의)
코트 마샬(영어: Court Martial)은 군인이 군법및 형법상의 범죄를 저지른 경우 시행되는 군사재판과 이를 시행하는 군사법원을 말한다. 자세한 관련 정보는 군사법원 항목을 참조할것.